# Општина Драма
Општина Доксат (грч. Δήμος Δράμας, Димос Драмас) је општина у Грчкој у округу Драма, периферија Источна Македонија и Тракија. Административни центар је град Драма. Становништво општине чини 53% становништва округа (највиши постотак међу свим окрузима Грчке).

## Насељена места
Општина Драма је формирана 1. јануара 2011. године спајањем 2 некадашње административне јединице: Драма и Осеница.
- Општинска јединица Драма: Драма, Амбелакија, Ватилакос, Височани, Дреново, Ени Чифлик, Ескикој, Калифитос, Калос Агрос, Карачали, Краништа, Кудунија, Кучуккој, Ливадеро, Макриплаги, Панорама, Поликарпос, Преображење Господње, Таксиархес, Туркохор, Хористи.
- Општинска јединица Осеница: Осеница, Владиково, Ловчишта, Љубан, Попово Село.